# William Marshall (attore)
William Marshall, conosciuto anche come William H. Marshall, all'anagrafe William Horace Marshall (Gary, 19 agosto 1924 – Los Angeles, 11 giugno 2003), è stato un attore e regista statunitense.
È noto principalmente per aver recitato nei panni del protagonista nel film blaxploitation del 1972 Blacula e nel sequel Scream Blacula Scream (1973).

## Biografia
Marshall nacque a Gary, nell'Indiana, figlio di Thelma Edwards e del dentista Vereen Marshall. Frequentò l'Università di New York come studente d'arte, ma successivamente si orientò verso una carriera di attore teatrale all'Actors Studio, all'American Theatre Wing, e con Sanford Meisner alla Neighborhood Playhouse.
Debuttò a Broadway nel 1944 in Carmen Jones. Tra le sue altre partecipazioni in produzioni teatrali di Broadway, si fece notare anche come interprete shakespeariano sia negli Stati Uniti che in Europa, soprattutto nel ruolo di Otello, e venendo definito da Harold Hobson di The Sunday Times di Londra "il miglior Otello dei nostri tempi".
Nei primi anni cinquanta, Marshall recitò per breve tempo nella serie poliziesca Harlem Detective. Lo show fu cancellato quando Marshall venne accusato di essere un comunista durante le indagini dell'House Committee on Unamerican Activities (HUAC). Nonostante l'inserimento del suo nome nella lista nera per sospetto comunismo, Marshall continuò ad apparire sia al cinema che in televisione.
La carriera di Marshall al cinema iniziò nel 1952 quando partecipò al film La rivolta di Haiti (Lydia Bailey) nel ruolo di un leader Haitiano. Seguì poi la parte del gladiatore Glycon nel film del 1954 I gladiatori. La sua imponente statura fisica (era alto 1.96) gli favoriva ruoli di azione in questa prima parte di carriera. 
Nel 1962, recitò nella serie televisiva britannica Gioco pericoloso, e in un episodio della serie Bonanza dove interpretò "Thomas Bowers", un cantante d'opera girovago. Nel 1964 lavorò in Organizzazione U.N.C.L.E., e nel 1968 fu il Dr. Richard Daystrom nell'episodio Il computer che uccide di Star Trek. Lo stesso anno recitò nel film Lo strangolatore di Boston con Tony Curtis. Sempre nel 1968, Marshall interpretò Otello in un musical jazz a Los Angeles, Catch My Soul, con Jerry Lee Lewis nel ruolo di Iago. Ancora nel 1968 interpretò il ruolo del Narratore nell'opera Oedipus Rex di Igor Stravinskij alla Lyric Opera di Chicago diretta da Gian Pietro Calasso e Luigi Squarzina.
Nel 1969, recitò nel ruolo di Amalek in una puntata di Quel selvaggio West. Il suo ruolo più celebre al cinema arrivò nel 1972 grazie all'interpretazione del tormentato vampiro del titolo nel film Blacula, oggi ritenuto un cult movie del genere blaxploitation. 
Dal 1987 al 1990 interpreta il personaggio di The King of Cartoons nella serie televisiva comica ideata e condotta da Paul Reubens nei panni di Pee-wee Herman, Pee-wee's Playhouse.
Marshall muore l'11 giugno 2003, a causa di complicazioni dovute alla malattia di Alzheimer e al diabete, dei quali soffriva da anni. Al suo funerale sono presenti Sidney Poitier, Ivan Dixon, Paul Winfield e Marla Gibbs.

## Filmografia parziale

### Attore

#### Cinema
- La rivolta di Haiti (Lydia Bailey), regia di Jean Negulesco (1952)
- I gladiatori (Demetrius and the Gladiators), regia di Delmer Daves (1954)
- Qualcosa che vale (Something of Value), regia di Richard Brooks (1957)
- Il colosso di Bagdad (Sabu and the Magic Ring), regia di George Blair (1957)
- La fille de feu, regia di Alfred Rode (1958)
- Piedra de toque, regia di Julio Buchs (1963) - non accreditato
- I contrabbandieri del cielo (The Hell with Heroes), regia di Joseph Sargent (1968)
- Lo strangolatore di Boston (The Boston Strangler), regia di Richard Fleischer (1968)
- Tropis - Uomo o scimmia? (Skullduggery), regia di Gordon Douglas (1970)
- Il falso testimone (Zig Zag), regia di Richard A. Colla (1970)
- Honky, regia di William A. Graham (1971)
- Blacula, regia di William Crain (1972)
- Scream Blacula Scream, regia di Bob Kelljan (1973)
- Abby ...la storia di una donna posseduta! (Abby), regia di William Girdler (1974)
- Ultimi bagliori di un crepuscolo (Twilight's Last Gleaming), regia di Robert Aldrich (1977)
- Tuono rosso (The Great Skycopter Rescue), regia di Lawrence David Foldes (1980)
- Vasectomy: A Delicate Matter, regia di Robert Burge (1986)
- Donne amazzoni sulla Luna (Amazon Women on the Moon), regia di Joe Dante (1987)
- Maverick, regia di Richard Donner (1994)
- Sorceress, regia di Jim Wynorski (1995)
- Dinosaur Valley Girls, regia di Donald F. Glut (1996)

#### Televisione
- The DuPont Show of the Month – serie TV, episodio 1x05 (1958)
- The Nurses – serie TV, episodio 2x27 (1964)
- L'ora di Hitchcock (The Alfred Hitchcock Hour) – serie TV, episodio 2x17 (1964)
- Gli uomini della prateria (Rawhide) – serie TV, episodio 6x30 (1964)
- Ben Casey – serie TV, episodio 4x14 (1965)
- Tarzan – serie TV, episodi 1x25-2x04-2x05-2x11-2x12 (1967)
- Star Trek – serie TV, episodio 2x24 (1968) - Richard Daystrom
- Selvaggio west (The Wild Wild West) – serie TV, episodio 4x08 (1968)
- The Mask of Sheba, regia di David Lowell Rich – film TV (1970)
- I Jefferson (The Jeffersons) – serie TV, episodio 7x09 (1981)
- Pee-wee's Playhouse - serie TV, 22 episodi (1987-1990) - The King of Cartoons

### Doppiatore
- L'Uomo Ragno e i suoi fantastici amici (Spider-Man and His Amazing Friends) - serie animata, episodi 2x03-3x05 (1982-1983) - Tony Stark, Fenomeno